# 葛尾村営バス

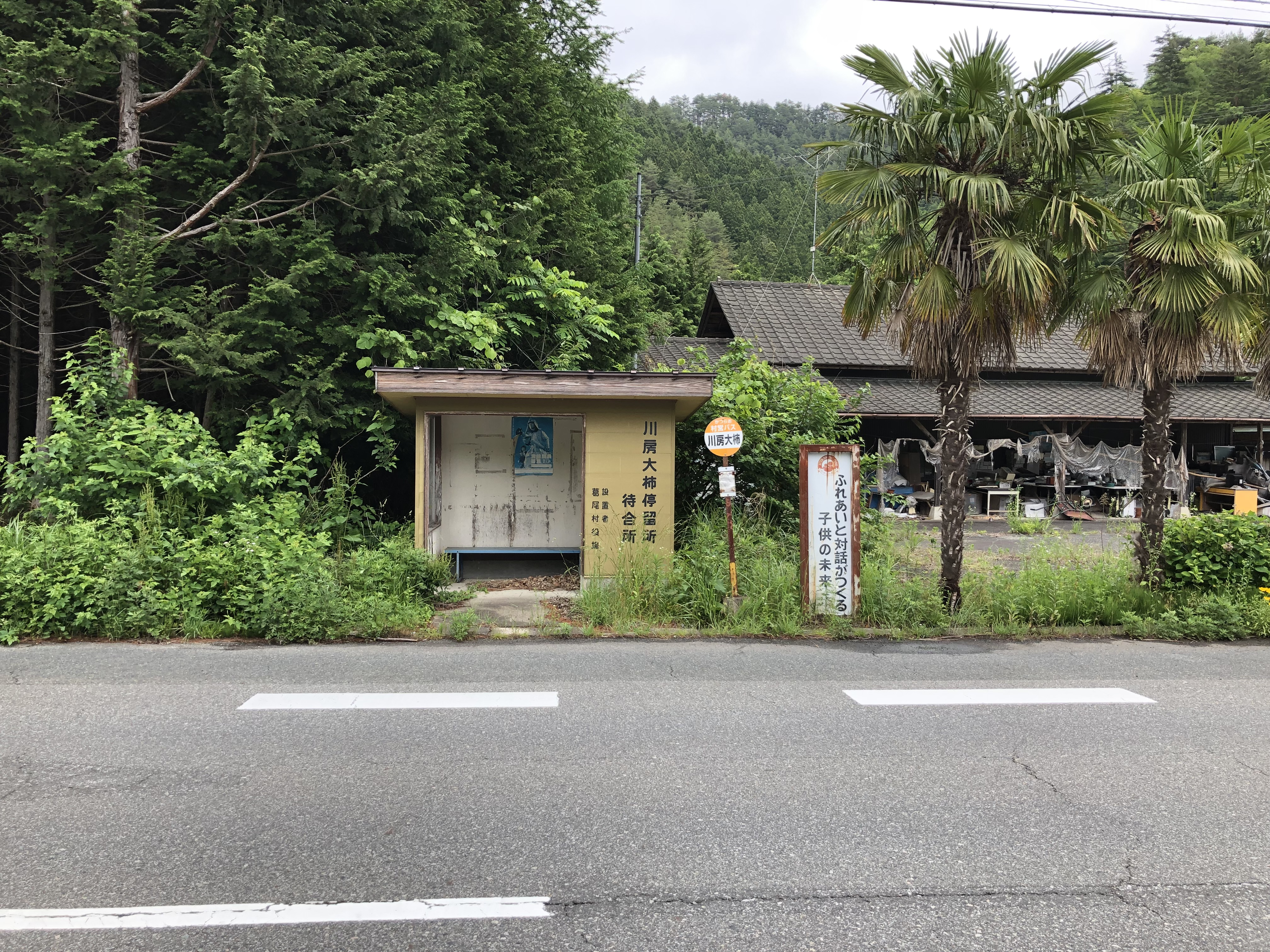
川房大柿停留所（浪江町 2019年）。2023年以降に撤去されている。

葛尾村営バス（かつらおそんえいバス）は、福島県双葉郡葛尾村にて運行している廃止代替バスである。運行形態は、自家用自動車（白ナンバー車）による有償運送である。福島交通の村内路線廃止に伴い、スクールバス路線、患者輸送車路線も含めて路線を見直し、運行を開始した。

## 沿革
- 2006年3月31日 - 福島交通三春葛尾線移車庫 - 落合車庫間、落合大柿線、落合天王平線廃止。
- 2006年4月1日 - 村営バス運行開始。

## 概要
- 運賃は、1回利用大人200円、中学生以下100円（1歳未満の乳児は無料）。
- 回数券は普通回数乗車券と福祉回数乗車券があり、いずれも11枚綴り。定期券は1ヶ月用、3ヵ月用がある。
- 土曜・日曜・祝祭日及び年末年始（12/29～1/3）は運休。

## 路線
以下4路線がある。
落合移線　※旧福島交通三春葛尾線
- 落合 - 西ノ内 - 野川 - 上野川 - 移車庫
  - 移車庫にて、福島交通の船引駅行に連絡する。

落合大柿線　※旧福島交通落合大柿線
- 西ノ内 - 落合 - 広谷地 - かげ広谷地 - 広谷地 - 野行 - 川房大柿
  - 川房大柿にて、わかばタクシーが運行する浪江町営バス路線（浪江駅 - 山木屋前）に連絡する。

落合天王平線　※旧福島交通落合天王平線
- 落合／西ノ内 - 北平 - 天王平

落合循環線　※旧スクールバス路線
- 西ノ内 - 落合 - 夏湯 - 石黒橋 - 発電所 - 石黒橋 - 大笹 - 落合 - 西ノ内

村営バスの車両
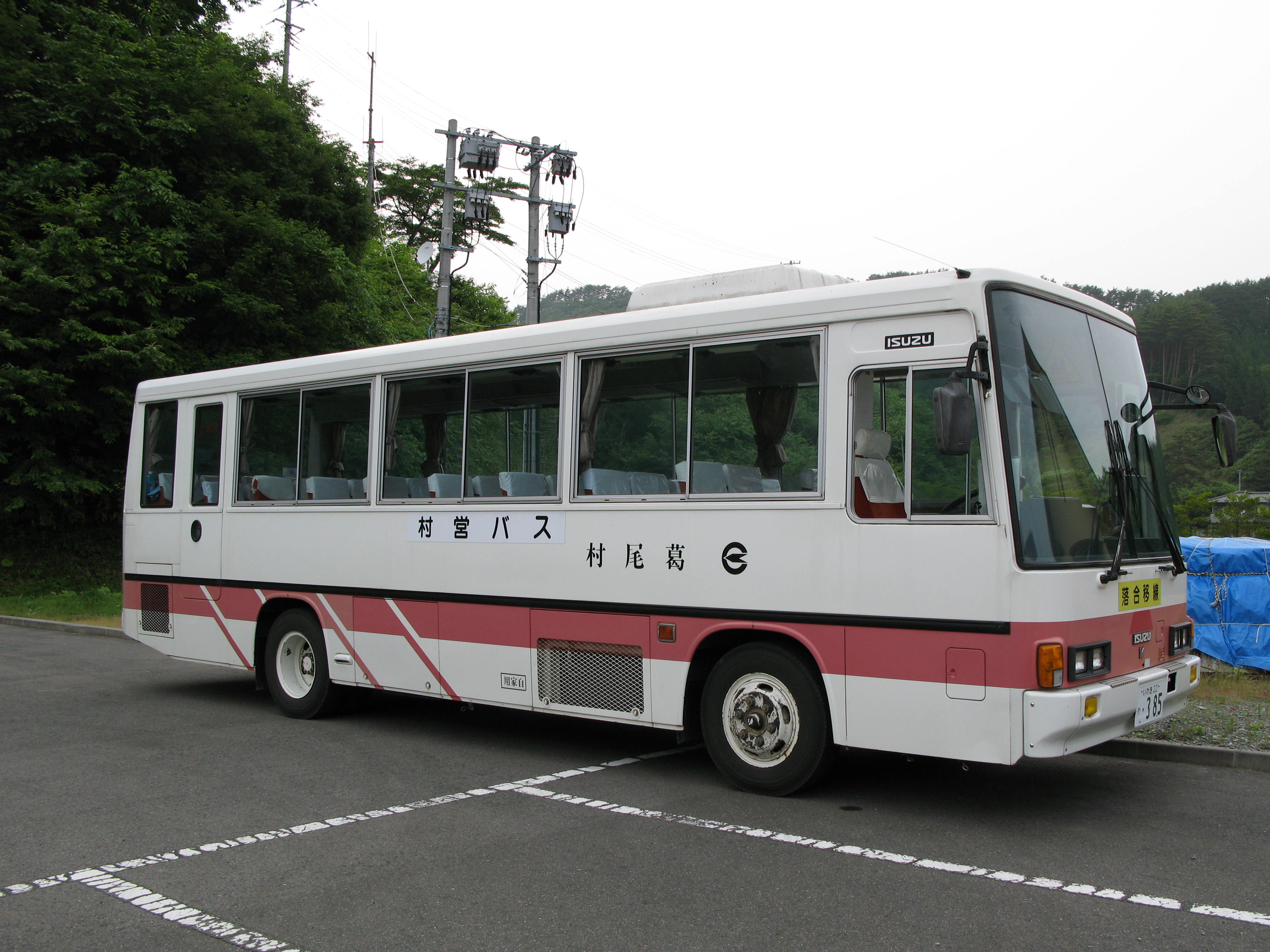
落合移線の車両
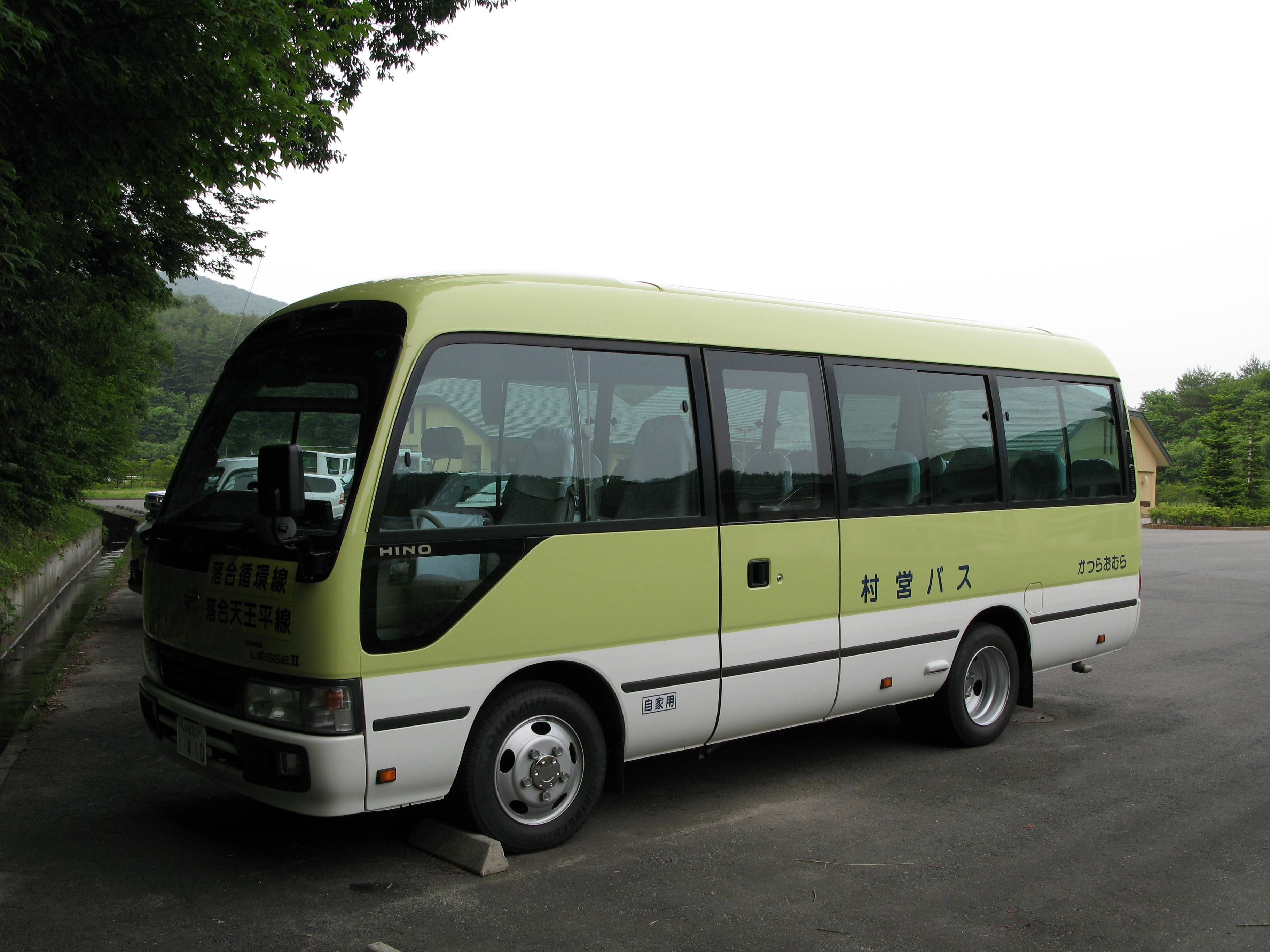
落合循環線、天王平線の車両